# Kruja
Kruja (albanisch auch Krujë; im lokalen gegischen Dialekt Kro, -ja) ist eine Kleinstadt und eine Gemeinde im nördlichen Mittelalbanien. Im Jahr 2011 hatte die Stadt rund 9000 Einwohner, die ganze Gemeinde 51.191 Einwohner (2023).

## Etymologie
Der Name der Stadt kommt vom Albanischen und bedeutet so viel wie „Quelle“ oder „Brunnen“ (kro, -i). In byzantinischen Dokumenten des frühen 7. Jahrhunderts taucht der Name Kroaí (griechisch Κροαί) erstmals auf, während im Lateinischen die Stadt Croia, Croya und Croarum genannt wurde. In der osmanischen Periode nannten sie die Türken Ak Hisar oder Akçahisar, was im Türkischen so viel wie „weiße Burg“ bedeutet.

## Geographie

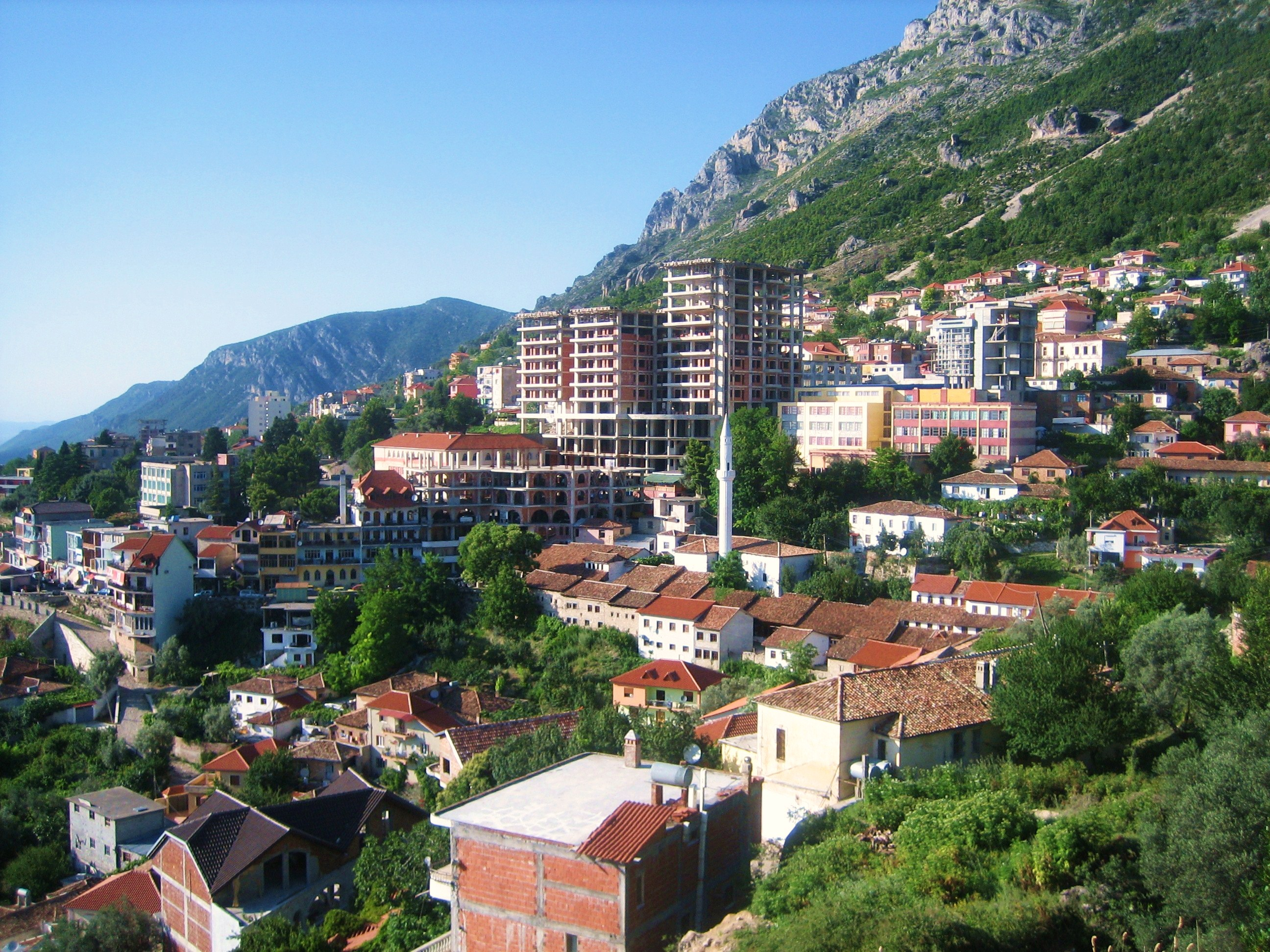
Blick auf die am Hang gelegene Stadt von der Burg

Kruja liegt am westlichen Steilhang des Mali i Krujës (1176 m ü. A.), einem Gipfel der Skanderbeg-Berge, auf einer Meereshöhe zwischen 400 und 640 Meter hoch über der Küstenebene, welche durch den Ishëm hin zur Adria entwässert wird.
Zur Gemeinde gehört das ganze Gebiet des ehemaligen Kreises Kruja. Größter Ort der Gemeinde ist Fushë-Kruja. Die sechs Gemeinden, die 2015 zusammengelegt wurden, sind heute Njësitë administrative (Verwaltungseinheiten) der Bashkia. Die Bashkia hatte 2011 noch 59.815 Einwohner (2011), bis 2023 aber 14 % der Bevölkerung  verloren.
| Name          | Einwohner 2023 | Einwohner 2011 | Fläche (km²) | Gemeindeart |
| ------------- | -------------- | -------------- | ------------ | ----------- |
| Kruja         | 8.921          | 11.721         | 40           | Bashkia     |
| Fushë-Kruja   | 17.877         | 18.477         | 49           | Bashkia     |
| Bubq          | 4.374          | 5.951          | 50           | Komuna      |
| Cudhi         | 956            | 1.812          | 88           | Komuna      |
| Kodër Thumana | 10.719         | 12.335         | 71           | Komuna      |
| Nikël         | 8.344          | 9.518          | 35           | Komuna      |

## Geschichte

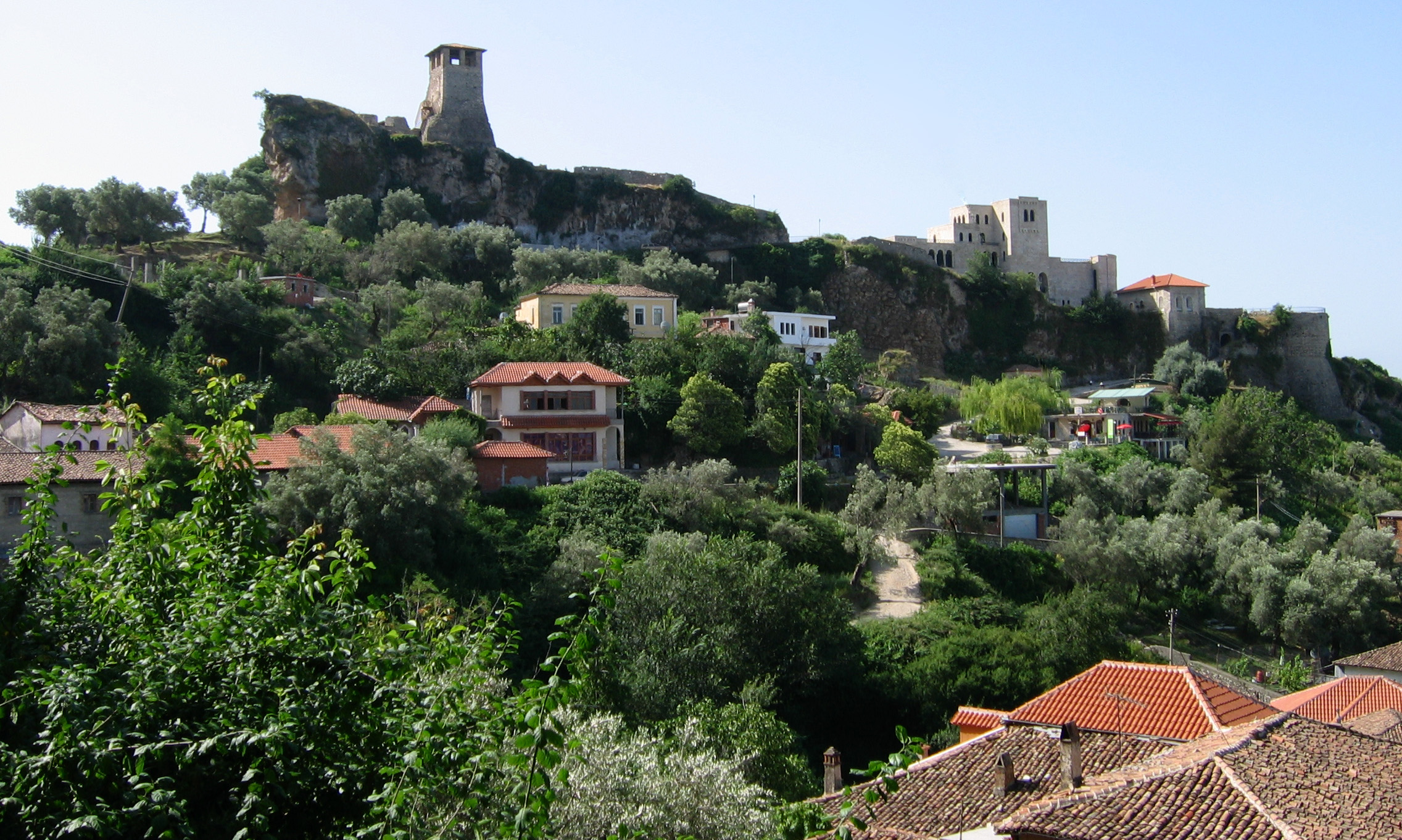
Die mittelalterliche Festung

Im Frühmittelalter entwickelte sich Kruja zwischen dem 6. und 9. Jahrhundert von einer mittelgroßen Burgsiedlung zu einem urbanen Zentrum. Davon zeugen Artefakte aus dieser Zeit, die in Gräbern gefunden wurden und den hohen gesellschaftlichen Status sowie den Reichtum der Beigesetzten. Im 9. Jahrhundert war die Stadt Sitz eines Bischofs namens David, der als Teilnehmer am Vierten Konzil von Konstantinopel bezeugt ist.
1190 begründete Progon das Fürstentum Arbanon mit der Burg Kruja als Herrschaftszentrum. Es war das erste von einem albanischen Adligen beherrschte Fürstentum. 1415 wurde Kruja durch die von Sultan Mehmed I. geführten osmanischen Truppen erobert. In der Mitte des 15. Jahrhunderts eroberte Skanderbeg mit seiner Liga von Lezha die Stadt zurück und verteidigte von der Festung aus Albanien mehrere Jahrzehnte gegen die vordringenden Osmanen. Diese griffen die Burg danach wiederholt an, so zum Beispiel bei der monatelangen, aber erfolglosen Ersten Belagerung im Jahr 1450. Erst nach dem Tod von Skanderbeg konnten die Türken 1478 Kruja und ganz Albanien vollständig besetzen und mehr als 400 Jahre beherrschen. Im 16. Jahrhundert wurde die Basar-Moschee errichtet, die noch heute steht. 1617 wurde das mittelalterliche Kruja durch ein starkes Erdbeben verwüstet.
Kruja war ein Zentrum der Bektaschiten Albaniens. Es gab mehrere Tekken, von denen die Dollmatekke in der Burg noch erhalten ist. Auf dem Berg oberhalb der Stadt liegt in einer Höhle eine der mutmaßlichen Grabstätten Sari Saltiks, eines Heiligen des Bektaschi-Ordens, die von Pilgern verschiedener Glaubensrichtungen aufgesucht wird. Sari Saltik soll in Kruja gewirkt haben.
1946 wurde das erste Krankenhaus und 1948 eine Poliklinik errichtet. Zwischen 1968 und 1969 wurden ein Medizinlabor und eine Chirurgie-Abteilung angebaut. 1970 wurde das Rektorat für Hygiene und Epidemiologie des Kreises Kruja gegründet. Zwischen 1977 und 1979 wurde ein neues Krankenhaus gebaut. 1986 öffnete das Geburtshilfe- und Gynäkologie-Spital seine Türen. 2008 wurde das ältere Krankenhaus erneuert und nach seinem ersten Direktor Stefan Gjoni benannt.
Das Erdbeben von 2019 hat die Region schwer erschüttert. In Kruja wurden etliche Häuser beschädigt. In Thumana kamen 24 Menschen ums Leben.

## Sehenswürdigkeiten

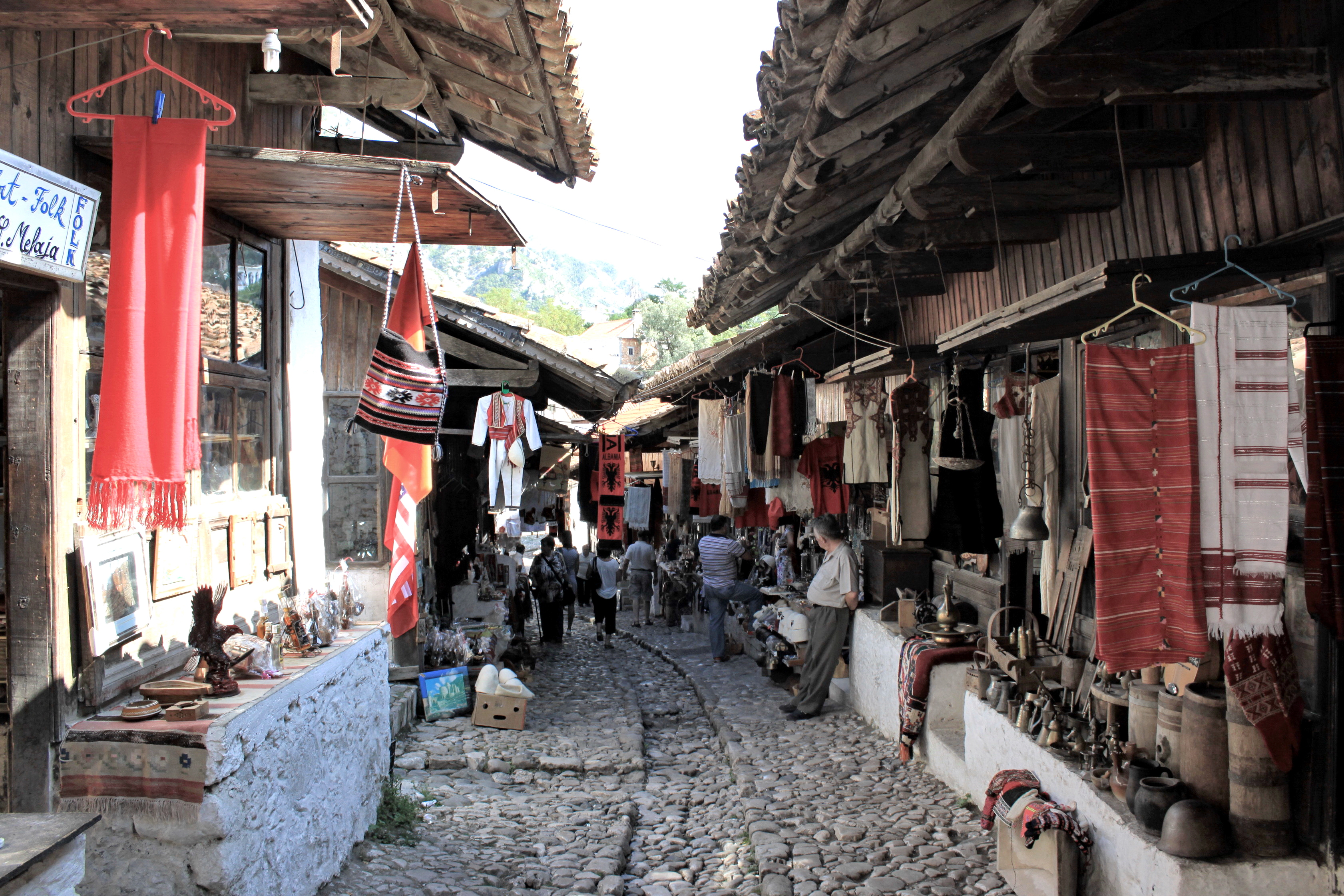
Traditionelle Basarstraße in der Altstadt

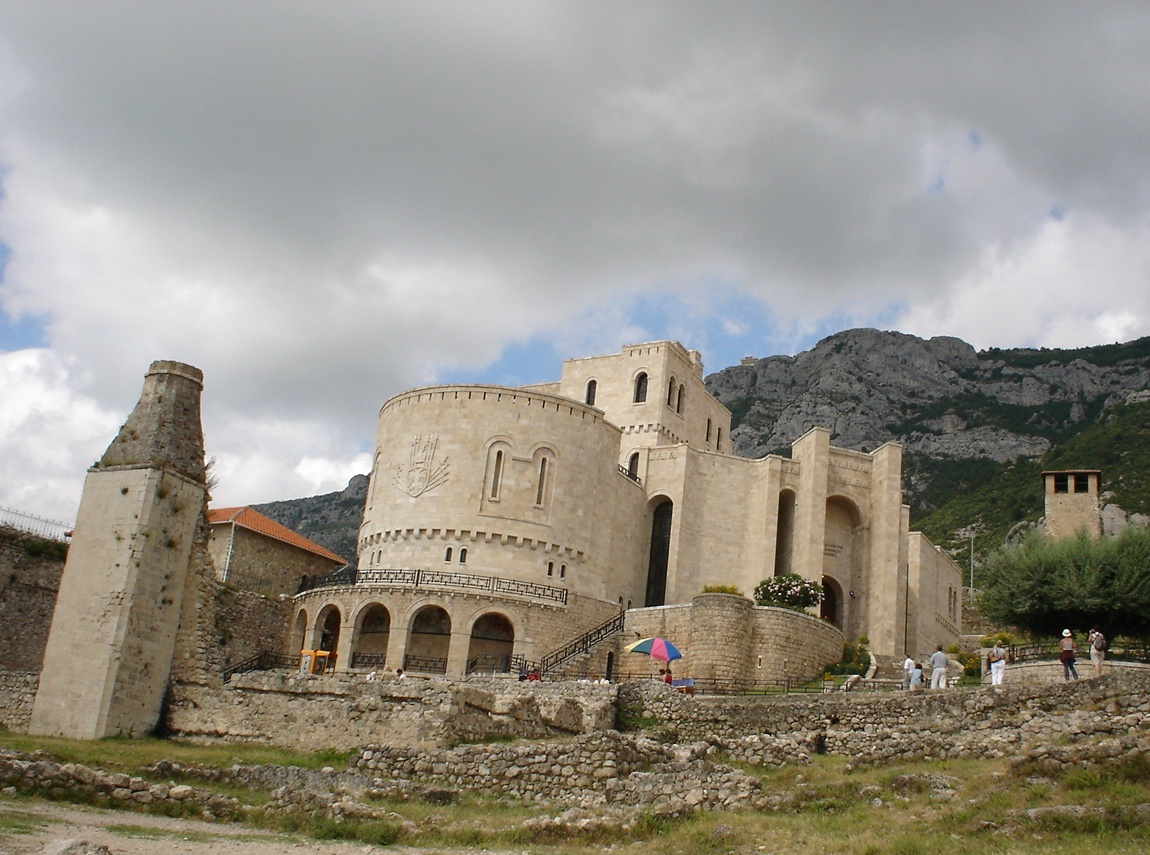
Skanderbeg-Museum

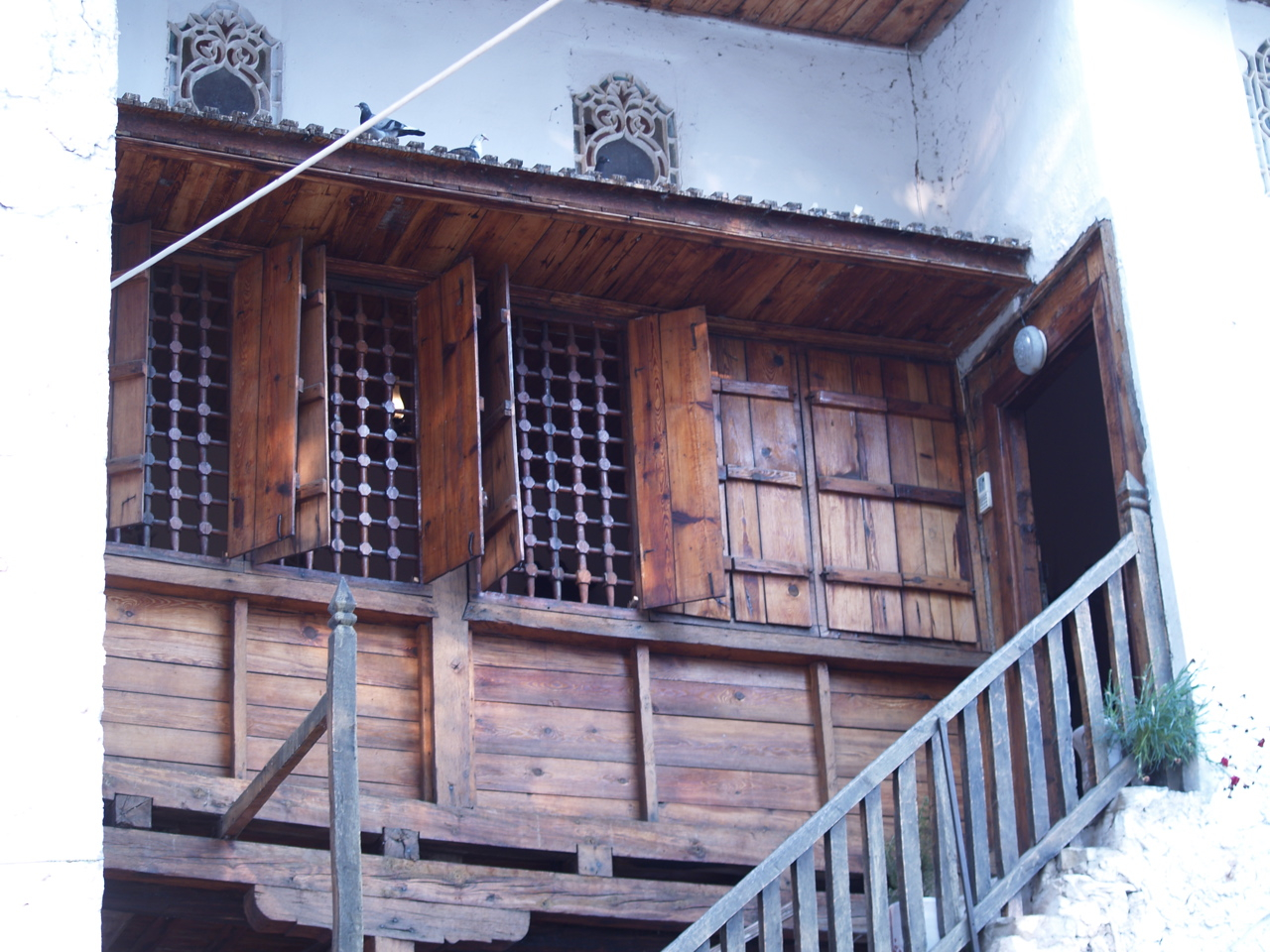
Eingang zum Ethnographischen Museum

Die Festung von Kruja ist für die albanische Nation ein historisches Heiligtum. Das Skanderbeg-Museum innerhalb der Festungsmauer, in dem an den Kampf der Albaner unter Skanderbeg und seiner Liga von Lezha erinnert wird, wurde von der Architektin Pranvera Hoxha, der Tochter von Enver Hoxha, konzipiert und soll den Anschein einer mittelalterlichen Trutzburg erwecken. Innerhalb der Festungsmauern befindet sich weiterhin die kleine Dollmatekke der Bektaschi, ein Ethnographisches Museum und ein Türkisches Bad. Im unteren Teil der Festung befinden sich zahlreiche kleine Wohnhäuser, in denen noch immer Familien leben. Am Fuße des Burghügels liegt eine restaurierte Basarstraße, deren Gebäude aus dem 19. Jahrhundert stammen und die typische Architektur der Berggegend widerspiegeln.
Für Touristen, die die Sehenswürdigkeiten der Stadt besuchen, gibt es einige Hotels, Cafés, Bars und zahlreiche Souvenirstände. Die meisten Besucher reisen für einige Stunden aus Tirana oder Durrës an oder machen kurz auf der Durchreise Halt. Ihnen werden Stadtführungen angeboten.
Die mutmaßliche Grabstätten Sari Saltiks auf dem Berg oberhalb der Stadt bietet eine weite Aussicht über die Region. Eine Bergkette weiter östlich liegt der Nationalpark Qafë Shtama. Am Fuß des Berges unweit von Fushë-Kruja befinden sich die Ruinen der illyrischen Stätte Zgërdhesh.

## Wirtschaft und Sport
Die Stadt entwickelte sich in den letzten Jahrzehnten rückläufig und hat auch an Bevölkerung verloren. Die besser zugänglichen Orte Fushë-Kruja und Thumana in der Ebene haben heute mehr Einwohner als Kruja. Die Stadt bietet vor allem als Verwaltungszentrum und im Tourismusbereich etwas Arbeit. Die Region ist auch bekannt für traditionelles Handwerk und Souvenirs, die hier produziert und verkauft werden.
Der lokale Fußballklub KS Kastrioti Kruja spielt in der Saison 2017/18 in der zweithöchsten Liga.

## Persönlichkeiten
- Mustafa Kruja (1887–1958), Politiker
- Abaz Kupi (1892–1976), Politiker
- Sulejman Zalla (1892–1966), Lehrer und Aktivist der Rilindja
- Mimoza Ahmeti (* 1963), Schriftstellerin
- Luljeta Lleshanaku (* 1968), Dichterin, wuchs in Kruja auf
- Gentian Selmani (* 1998), Fußballspieler

## Gemeindepartnerschaft
- Cortona, Provinz Arezzo, Toskana, Italien, seit 1995